# Vremea (ziar)

Vremea a fost un ziar din România care a apărut fără întrerupere între anii 1928 - 1938 la București.
A fost editată de frații Vladimir și C.A. Donescu (1906-1990).
A reapărut pentru scurtă vreme în 1940 și apoi între 1942 - 1944.
În anul 1939 ziarul nu a apărut; a apărut de la 23 februarie 1928 până la 6 septembrie 1944; din 1938 revista a căpătat o orientare profascistă.
Al treilea dintre frații Donescu, Al. Gh. Donescu, a fost primar interbelic al Capitalei (martie 1934 - ianuarie 1938), numele său înscriindu-se între cei mai eficienți, alături de Pache Protopopescu și Dem. I. Dobrescu.
La Vremea puteau publica oameni cu orice fel de convingeri politice. Singura condiție era ca textele lor să nu ofenseze sub nici o formă credința creștină, valorile și simbolurile ei.